# Isole Baleari
Le isole Baleari (in catalano: Illes Balears, AFI: [ˈiʎəz bələˈas]; in spagnolo: Islas Baleares, AFI: [ˈislas βaleˈaɾes]) sono un arcipelago del mar Mediterraneo occidentale, situato tra il mar di Sardegna e il mare delle Baleari, che si costituisce come comunità autonoma della Spagna, composta da una sola provincia. Il capoluogo è Palma di Maiorca, mentre le lingue ufficiali sono lo spagnolo e il catalano, quest'ultimo parlato nella sua variante diatopica regionale nota come balearico (suddiviso in tre sottovarianti: il maiorchino, il minorchino e l'ibizenco).

## Storia
Non si è certi dell'origine del toponimo di queste isole, ma potrebbe derivare dal verbo greco bàllein, che significa «lanciare», dato che i frombolieri insulari erano famosi mercenari.

A sostenere questa tesi è anche un disegno sulla facciata di un palazzo in Carrer de la Portella, a Palma, che raffigura le isole attorniate da dei combattenti arabi, assieme alla seguente iscrizione:
L'origen del nom Balears es púnic i prové i del plural «Bale Yaroh» que significa «els mestres dels llançament», aquest eren els foners de les illes
che può essere tradotta come:
L'origine del nome Baleari è punica e deriva dal plurale «Bale Yaroh» che significa «i maestri del lancio», questi erano i frombolieri delle isole
Le due isole più occidentali (Ibiza e Formentera) erano chiamate dai greci Pitiusse, cioè «isole dei pini».
Le isole Baleari furono conquistate dai Romani e divennero una provincia dell'Impero con il nome latino di Baleares; successivamente furono conquistate dai Vandali, dai Bizantini, dagli Arabi, dalla Repubblica di Pisa e dagli Aragonesi. Questi ultimi inizialmente governarono le isole tramite un regno vassallo, il Regno di Maiorca, affidato a un ramo cadetto della propria casa sovrana; poi, nel 1344, Giacomo III di Maiorca fu spodestato dal cugino Pietro IV re d'Aragona e così il regno di Maiorca tornò a far parte della Corona d'Aragona e dal 1516 della Corona di Spagna; dal 1713 il Regno di Spagna divenne un regno unitario. Minorca fu inoltre una dipendenza britannica nel XVIII secolo.

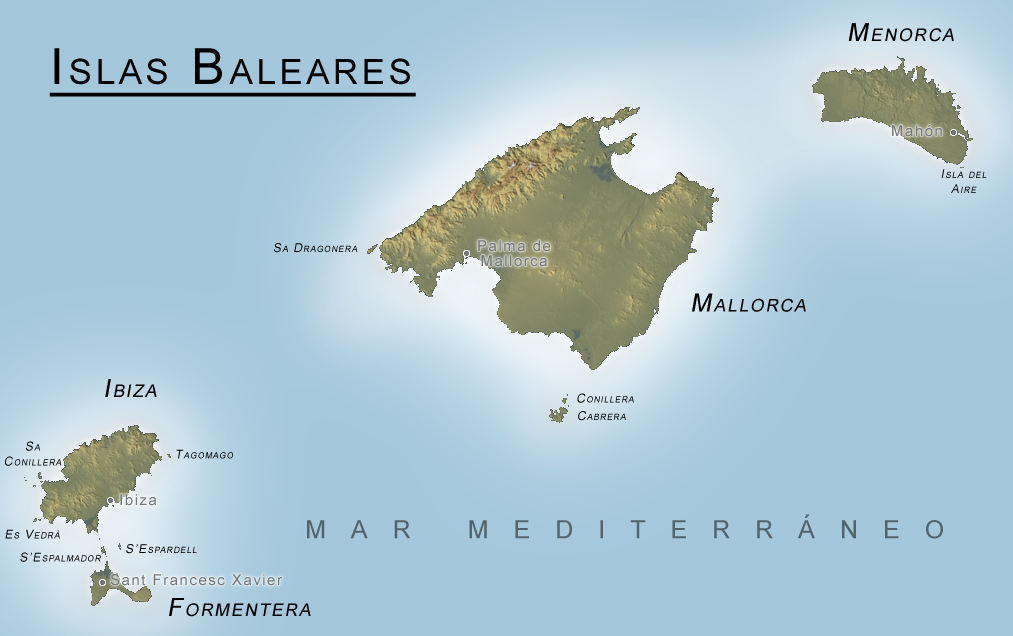
Mappa delle Isole Baleari

## Geografia
Le isole principali sono Maiorca, Minorca, Ibiza e Formentera, tutte popolari destinazioni turistiche. Tra le isole minori vi sono Cabrera, che ospita il Parco nazionale dell'arcipelago di Cabrera, Conejera, Dragonera, Es Vedrà, Espalmador, Espardell, Tagomago.

## Amministrazione
Il governo, o Giunta, è l'organo esecutivo della Comunità autonoma (diretto da un Presidente), mentre un parlamento autonomo legifera nelle materie trasferite dal governo centrale a quello regionale.

### Comuni
| Comune                                              | Abitanti (2005) |
| --------------------------------------------------- | --------------- |
| Alaró                                               | 5327            |
| Alayor/Alaior                                       | 8671            |
| Alcudia/Alcúdia                                     | 15897           |
| Algaida                                             | 4258            |
| Andrach/Andratx                                     | 9906            |
| Ariany                                              | 750             |
| Artà                                                | 6649            |
| Bañalbufar/Banyalbufar                              | 568             |
| Binisalem/Binissalem                                | 6326            |
| Búger                                               | 1016            |
| Buñola/Bunyola                                      | 5475            |
| Calviá/Calvià                                       | 43499           |
| Campanet                                            | 2515            |
| Campos                                              | 8122            |
| Capdepera                                           | 10245           |
| Ciudadela/Ciutadella de Menorca                     | 26972           |
| Consell                                             | 2877            |
| Costich/Costitx                                     | 1004            |
| Deià                                                | 708             |
| Escorca                                             | 293             |
| Esporlas/Esporles                                   | 4457            |
| Estellenchs/Estellencs                              | 386             |
| Felanich/Felanitx                                   | 16566           |
| Ferrerias/Ferreries                                 | 4416            |
| Formentera                                          | 7506            |
| Fornalutx                                           | 698             |
| Ibiza/Eivissa                                       | 42797           |
| Inca                                                | 26504           |
| Lloret de Vista Alegre/Lloret de Vistalegre         | 1134            |
| Lloseta                                             | 5295            |
| Llubí                                               | 2030            |
| Lluchmayor/Llucmajor                                | 29891           |
| Mahón/Maó                                           | 27669           |
| Manacor                                             | 35908           |
| Mancor del Valle/Mancor de la Vall                  | 980             |
| María de la Salud/Maria de la Salut                 | 2118            |
| Marrachí/Marratxí                                   | 28237           |
| El Mercadal/Es Mercadal                             | 4255            |
| Es Migjorn Gran                                     | 1409            |
| Montuiri/Montuïri                                   | 2594            |
| Muro                                                | 6610            |
| Palma di Maiorca                                    | 401270          |
| Petra                                               | 2707            |
| Pollensa/Pollença                                   | 15987           |
| Porreras/Porreres                                   | 4597            |
| La Puebla/Sa Pobla                                  | 11767           |
| Puigpuñent/Puigpunyent                              | 1513            |
| Ses Salines                                         | 4290            |
| San Antonio Abad/Sant Antoni de Portmany            | 18366           |
| San Juan/Sant Joan                                  | 1847            |
| San Juan Bautista/Sant Joan de Labritja             | 4838            |
| San José/Sant Josep de sa Talaia                    | 18382           |
| San Lorenzo de Cardessar/Sant Llorenç des Cardassar | 7498            |
| San Luis/Sant Lluís                                 | 5865            |
| Sancellas/Sencelles                                 | 2656            |
| Santa Eugenia/Santa Eugènia                         | 1420            |
| Santa Eulalia del Río/Santa Eulària des Riu         | 26724           |
| Santa Margarita/Santa Margalida                     | 9719            |
| Santa Maria del Camí                                | 5175            |
| Santañy/Santanyí                                    | 10673           |
| Selva                                               | 3205            |
| Sineu                                               | 3053            |
| Sóller                                              | 12521           |
| Son Cervera/Son Servera                             | 10766           |
| Valldemosa/Valldemossa                              | 1910            |
| Villacarlos/Es Castell                              | 7440            |
| Villafranca de Bonany/Vilafranca de Bonany          | 2521            |